# Brock Motum
Brock William Motum (Brisbane, 16 ottobre 1990) è un cestista australiano con cittadinanza lituana.

## Carriera
Cresciuto cestisticamente nella South East Australian Basketball League con la maglia dell'Australian Institute of Sports, nel 2009 si è trasferito alla Washington State University, rimanendovi fino al 2013. Resosi eleggibile per il Draft NBA 2013, non è stato tuttavia selezionato. È stato quindi ingaggiato dalla Virtus Pallacanestro Bologna, con cui disputa la Serie A.

## Palmarès
- Campionato lituano: 2

Žalgiris Kaunas: 2015-16, 2016-17
- Campionato turco: 1

Anadolu Efes: 2018-19
- Coppa di Lituania: 1

Žalgiris Kaunas: 2017
- Coppa di Turchia: 1

Anadolu Efes: 2018
- Coppa del Presidente: 1

Anadolu Efes: 2018